# Macukull
Macukull là một xã trong quận Mat thuộc hạt Dibër, Albania. Dân số năm 2005 là 3496 người.